# Gabis

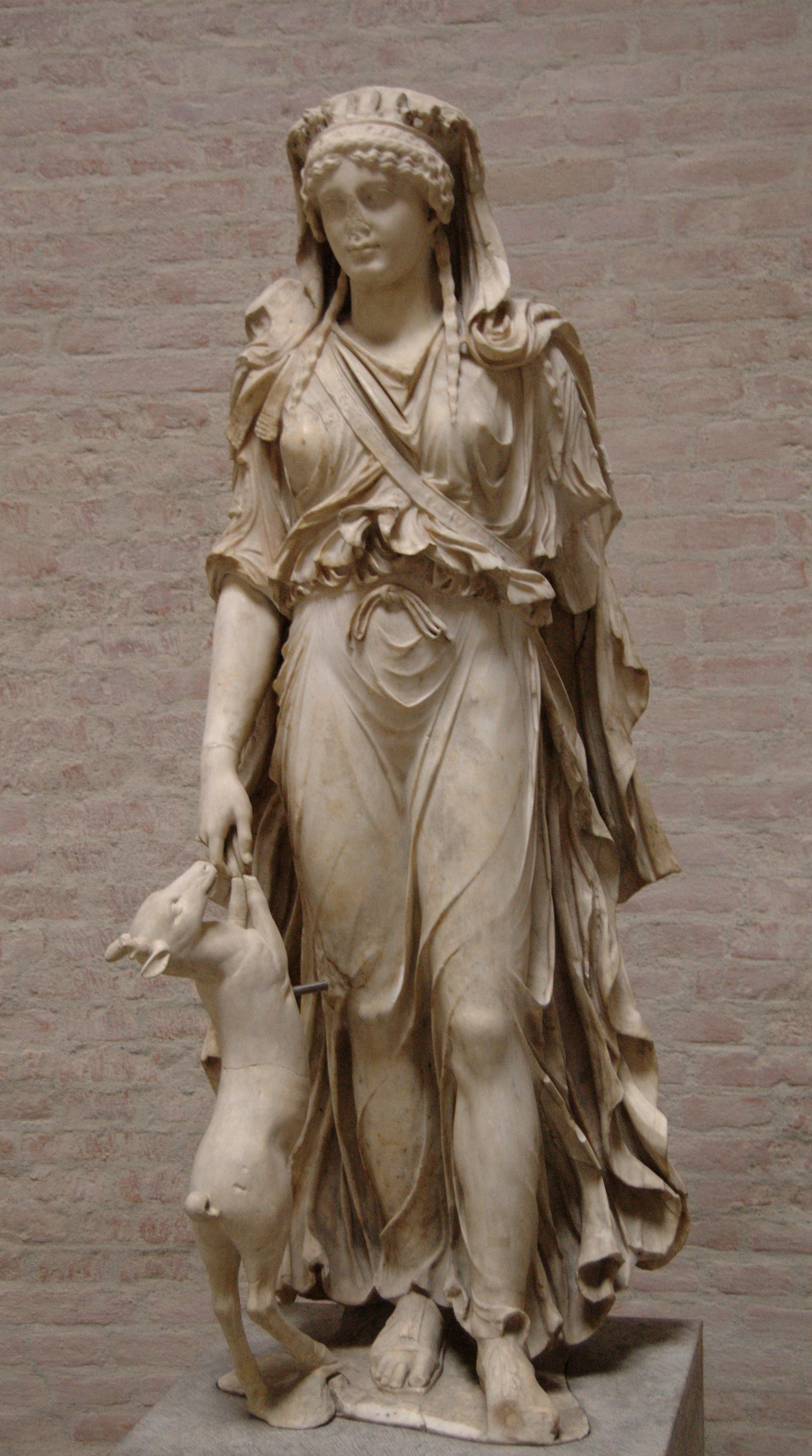
Estàtua de Diana, excavada el 1792 per Gavin Hamilton

Gabis va ser una antiga ciutat del Latium a uns 20 km (12 milles) de Roma, a la Via Prenestina que anava de Roma a Praeneste i propera al llac avui anomenat Lago di Castiglione. Virgili i Dionís d'Halicarnàs la consideren una colònia d'Alba Longa. Gai Juli Solí la fa més antiga i la creu fundada per dos germans sículs, Galatus i Bins, que van combinar l'inici dels seus noms per fer el de la ciutat.
A l'època històrica era una de les principals ciutats dels llatins, i Dionís d'Halicarnàs diu que era una de les més poblades. Segons una tradició que Dionís i Plutarc van conservar, a Gabis s'hi van educar Ròmul i Rem però no apareix esmentada en cap fet rellevant durant la monarquia fins a Tarquini el Superb, quan la ciutat va donar refugi a exiliats de Roma i altres ciutats llatines. El rei romà la va atacar però va ser rebutjat, i finalment va ocupar la ciutat per una traïció. El fill de Tarquini, Sext Tarquini, es va fer passar per exiliat, va obtenir asil a Gabis, i des allí va facilitar l'entrada al seu pare, segons Titus Livi. Del tractat entre ambdues ciutats en parla Horaci i de les seus paraules resulta que Gabis era una ciutat federada amb Roma. Es va signar un tractat que es conservava escrit en un escut de fusta cobert amb una pell de bou procedent d'un sacrifici a Semo Sancus, guardat en un temple dedicat a Júpiter Fidius a Roma. La gens Antístia de Roma deia que provenia de la ciutat de Gabis, segons unes monedes trobades.
Quan Tarquini va ser enderrocat, el seu fill Sext Tarquini es va refugiar a la ciutat però aquesta vegada els seus enemics el van matar i el govern de Gabis es va decantar contra Roma i va formar part de la lliga Llatina abans de la batalla del Llac Regillus. Segurament va quedar integrada a l'aliança entre els romans i els llatins que va promoure Espuri Cassi Viscel·lí l'any 493 aC.
Després d'això apareix molt poc a la història i quan ho fa és com a aliada o dependent de Roma: l'any 462 aC el seu territori va ser assolat pels volscs que lluitaven contra Roma; el 381 aC els habitants de Praeneste, que estaven en guerra contra Roma, la van saquejar. No apareix entre les ciutats llatines a la Gran guerra llatina (340 aC) i poc després ja tenia la categoria de municipi romà. El 211 aC Hanníbal va ser prop de la ciutat, i torna a ser esmentada incidentalment el 176 aC.
Al segle i aC Sul·la va restaurar les seves muralles i va crear una colònia militar. L'any 54 aC Ciceró l'esmenta com una ciutat decadent del Latium que ja no podia participar en els sacrificis al mont Albà. El 41 aC va ser la seu d'una conferència entre Octavi i Luci Antoni, però mes per la seva situació a mig camí entre Roma i Praeneste que per la seva importància, que no havia parat de minvar.
Dionís d'Halicarnàs diu que al seu temps el recinte dins de les muralles era gairebé deshabitat però encara existien parts actives de la ciutat a la vora de la via Prenestina. Altres autors posteriors confirmen la seva decadència, però al segle i es va revifar a causa de les aigües sulfuroses fredes que es trobaven al seu terme, i es va consolidar en temps d'Hadrià i els seus successors. Però al segle iii la ciutat desapareix de les cròniques tot i que sens dubte va seguir existint, i uns bisbes de Gabis són anomenats encara al segle vii i pertanyien probablement a aquesta ciutat i no a l'homònima Gabis de Sabínia.
El seu emplaçament correspon a la ciutat actual de Castiglione, sorgida a partir d'una fortalesa medieval. Es conserven algunes restes de muralles i les ruïnes d'un temple, probablement el de Juno, deïtat tutelar de la ciutat (podria també ser un temple d'Apol·lo esmentat per Titus Livi).
Gabis era famosa per la seva pedra (lapis gabinus) que era volcànica, dura i compacta, semblant al lapis albanus, però de qualitat superior, i que va ser molt utilitzada pels romans. També una forma de vestir la toga s'anomenava Cinctus Gabinus, i s'usava per als sacrificis i les solemnitats. La via que portava de Roma a Gabii fs'anomenava inicialment via Gabínia (després Prenestina), i l'ager Gabinus es diferenciava perfectament l'ager romanus. El Llac de Gabii no és esmentat per cap autor antic.